# 宝塚市立安倉小学校
宝塚市立安倉小学校（たからづかしりつ あくらしょうがっこう）は、兵庫県宝塚市安倉中6丁目に所在する公立小学校。
同一敷地内に宝塚市立たからづか支援学校、宝塚市立安倉幼稚園を含む3校園が隣り合って設置されている。

## 沿革
公式HP「沿革」による。
- 1973年（昭和48年）4月9日 - 第1回入学式、2年生から5年生までの始業式挙行。
- 1975年（昭和50年）3月1日 - 校歌「安倉の子ども」（作詞:水間尚美、作曲:阪田均）選定。
- 1995年（平成7年）1月17日 - 兵庫県南部地震で被災、避難所開設（4月10日まで）。
- 2012年（平成24年）1月24日 - 兵庫県教育委員会指定・公益財団法人兵庫県体育協会指定食育推進校発表会。

## 通学区域
- 安倉西2丁目～4丁目、安倉中4丁目、6丁目、安倉南1丁目～4丁目、金井町、弥生町[2]。全域で宝塚市立安倉中学校の校区となる。

## 通学区域が隣接している学校
- 宝塚市立安倉北小学校
- 宝塚市立小浜小学校
- 宝塚市立美座小学校
- 宝塚市立末成小学校
- 伊丹市立池尻小学校
- 伊丹市立桜台小学校
- 伊丹市立鴻池小学校
- 伊丹市立天神川小学校